# Turnagain Island
Turnagain Island, auch Buru genannt, ist eine kleine unbewohnte Insel der Torres-Strait-Inseln. Sie liegt etwa 38 km südlich der Küste von Papua-Neuguinea und über 125 km nördlich der Kap-York-Halbinsel, gehört aber dennoch zum australischen Bundesstaat Queensland. Die nächstgelegenen Inseln sind Dauan (29 km nordöstlich) und Boigu (29 km nordwestlich), beide bewohnt.
Verwaltungstechnisch zählt Turnagain Island zu den Top Western Islands, einer Inselregion im Verwaltungsbezirk Torres Shire.
Die vollständig bewaldete, längliche Insel ist von einem Korallenriff umgeben.